# البرکه (بسیلان)
ال-برکا، بسیلان (به لاتین: Al-Barka, Basilan) یک سکونتگاه مسکونی در فیلیپین است که در باسیلان واقع شده‌است.

## خصوصیات
ال-برکا ۱۸۸٫۷۰ کیلومترمربع مساحت و ۱۹٬۵۲۳ نفر جمعیت دارد.